# 北唐 (英國國會選區)

北唐在北愛爾蘭的位置

北唐（英語：North Down），英國國會一郡選區，位於北愛爾蘭，包括北唐區全部和阿茲區一部。首次創設於1885年，1922年併入唐選區。1950年恢復。
本區是親英的選區。首次創設時多數時間支持愛爾蘭統一黨。恢復後至1970年以及2000年代大部份時間支持北愛爾蘭統一黨的候選人。2010年大選中西爾菲婭·赫蒙脫離北愛統一黨獨立參選以抗議該黨與保守黨的合作，仍以63.3%選票勝出該區連任。2019年赫蒙不再參選連任，最後由北愛爾蘭聯盟黨人首次勝出，繼承了席位。